# Can Marlet
Can Marlet és un conjunt d'edificis de Riells i Viabrea (Selva) que formen part de l'Inventari del Patrimoni Arquitectònic de Catalunya.

## Descripció
Can Marlet és un conjunt de diverses edificacions independents avui convertit en un gran complex dedicat a la restauració i a l'habitatge dels propietaris. Originalment hi havia dos edificis separats, el dels amos i el del masovers.
L'antiga masoveria és l'actual restaurant. Era un edifici de tres plantes amb vessants a laterals. L'únic que encara es conserva és l'entrada rectangular amb llinda monolítica que ha quedat en part amagada pel cobert d'entrada. La resta d'obertures s'han anat modificant i n'hi ha d'arc de mig punt i de quadrangulars. Ha sofert moltes ampliacions per engrandir l'espai dedicat a les habitacions de l'hotel i als menjadors afegint naus i galeries. El murs han estat arrebossats amb un revestiment texturat per donar aparença de rusticitat. Sembla que hi havia un molí fariner a la part a tocar de la riera però no en queda cap vestigi.
El mas on residien els amos es troba una mica més enlairat i actualment és l'habitatge dels propietaris. També és un edifici que ha sofert múltiples modificacions. És de dues plantes pel costat de la façana d'accés i de tres en la part de desnivell del terreny, amb coberta de vessants a façana. El portal d'entrada conserva una llinda amb la inscripció “ANY 1688”. Les obertures són algunes emmarcades amb pedra de nova construcció i d'altres simples. El parament és arrebossat, excepte un sector de la façana posterior que deixa la pedra irregular vista.
També hi ha restes d'un antic molí, a peu de la riera, que estava dedicat a la fabricació de pipes. Es tracta d'una petita construcció de planta quadrada amb un arc de mig punt a la base per on hi corria l'aigua. Només resten alguns dels murs i la porta d'entrada amb llinda monolítica.
A l'entorn immediat trobem la piscina, una gran zona d'aparcament i diversos espais enjardinats destinats a les celebracions dels restaurant.

## Història
L'any 1497 en el Turó de Morou consta un empriu que es repartia entre cinc propietaris i un d'ells era la casa forta de can Marlet.
El molí era conegut com a Molí de les Pipes, ja que s'hi fabricaven pipes.
En l'últim terç del segle XX s'hi han fet moltes obres d'ampliació i adequació a la nova funció d'hotel i restaurant, tant en l'edifici com en l'entorn immediat.